# Плазмид
Плазмидът е физически разделен от бактериалната хромозома генетичен елемент, способен да съществува устойчиво и да се реплицира самостоятелно. Плазмидите са малки, циркулиращи ДНК-молекули, които могат да се срещнат в клетките на бактериите, но не принадлежат към същинската ДНК на бактериалната хромозома (Фиг. 1).
Терминът „плазмид“ е въведен от американския молекулярен биолог Джошуа Ледерберг през 1952 г.
Плазмиди – извънклетъчни образувания на ДНК. Срещат се в прокариотните клетки. Предполага се, че съдържат около 1 – 2 гена в себе си отговорни за резистентността на прокариотните организми към някои лекарствени вещества.